# Picual
Picual es una variedad cultivada de olivo (Olea europaea) que también se conoce con otras denominaciones, como marteño, nevadillo y lopereño. Es la principal variedad que se cultiva en España, alcanzando una extensión superior a las 900.000 hectáreas, principalmente en la región de Andalucía, provincias de Jaén, Granada, Córdoba y Sevilla. Debe su nombre a que el fruto o aceituna que produce termina en una pequeña punta o pico (ápice apuntado).
Los aceites de oliva de la variedad picual son los más estables y resistentes a la oxidación. El aceite de oliva virgen extra de la variedad Picual permite dar estabilidad a largo plazo para el envasado de los aceites. Se caracteriza por su perfil frutado, con notas de tomate, hierba y almendra, acompañado de un ligero amargor y picor. Además, su alta estabilidad lo convierte en una opción ideal para cocinar y freír.
Se trata de una variedad muy apreciada por la precocidad de su producción, facilidad de cultivo y calidad del aceite de oliva que se obtiene, destacando en este la alta proporción de ácido oleico. Es un árbol de gran vigor, con ramas cortas, muy resistente a las heladas, aunque se adapta mal a las sequías prolongadas y los terrenos excesivamente calcáreos. El fruto es de tamaño medio o grande, tiene un peso medio de 3,2 gramos y proporciona un alto rendimiento en la producción de aceite, que alcanza el 27% de su peso.
A nivel mundial, la aceituna Picual es la variedad más cultivada, representando aproximadamente el 20% del total de los cultivos.

### Diferencias con otras variedades
El aceite Picual es más intenso en sabor que otras variedades, destacando por su amargor y picor característicos. Comparado con el aceite Royal, que es más suave y dulce, el Picual ofrece un nivel de frutado superior y mayor intensidad en boca.